# Abelardo Siré
Abelardo Siré, Lalo (Chile, 1929 - 5 de mayo de 2003) fue un boxeador chileno, campeón chileno de los plumas. 

## Biografía
Dio sus primeros pasos en el boxeo amateur hacia 1945. Ingresó al profesionalismo en 1951. Combatió con boxeadores de la talla de Nicolino Locche, campeón mundial liviano y Sandy Saddler, por entonces campeón mundial de los plumas. Protagonizó combates con Ángel Guella, Roberto "Peloduro" Lobos, Ángel Leyes, Alfredo Bunetta, Hugo Rambaldi y Eulogio Caballero, entre otros.